# 友だち
『友だち』（ともだち）は、NHK総合の『ドラマ人間模様』で1987年4月18日から1987年5月23日まで放送されたテレビドラマ。第25回ギャラクシー賞奨励賞受賞。
2006年5月に日本映画専門チャンネルで放送された。中年既婚の男女どうしで「友だち」関係がありえるかがテーマ。

## あらすじ
東京羽田周年の街。単身赴任で、家族と分かれて一人暮らす飛行機整備士の板倉達夫は、団地で暮らす人妻の米村麻子とたまたま、知り合ったことから、しばしば会うようになる。「男女の一線」は越えない「友だち」関係であった。しかし、米村麻子の姑の画策により、それぞれに配偶者に「友だち」関係が知れてしまう。米村麻子は、当事者の夫婦2組の4人で会って話し合いを持つことを提案する。

## 放送時間
- 毎週土曜日 21:00 - 21:45

## 出演
米村麻子
演 - 倍賞千恵子
板倉達夫
演 - 河原崎長一郎
米村壮司
演 - 井川比佐志
米村久乃
演 - 菅井きん
板倉泰子
演 - うつみ宮土理
米村賢司
演 - 中村久光
板倉可恵
演 - 岸田里佳
橋本さん
演 - 内海桂子
政吉
演 - 小松政夫
山本一作
演 - 下條正巳
望月伸子
演 - 磯野洋子

## スタッフ
- 脚本 - 山田太一
- 音楽 - 桑原研郎
- 演奏 - 東京室内楽協会
- 資料提供 - 日本野鳥の会
- 製作 - 松尾武
- 演出 - 深町幸男・一井久司

## 関連文献
- 『山田太一作品集 13 (友だち・深夜にようこそ)』大和書房、1987年4月30日。